# Niemodlin
Niemodlinⓘ (em alemão: Falkenberg O.S., Falkenberg Oberschlesien, em silesiano: Ńymodlin) é um município no sudoeste da Polônia, localizado na Alta Silésia, na voivodia de Opole, no condado de Opole e é a sede da comuna urbano-rural de Niemodlin.
Estende-se por uma área de 13,1 km², com 5 809 habitantes, segundo o censo de 31 de dezembro de 2024, com uma densidade populacional de 443 hab./km².

## Geografia
Niemodlin está localizada na área da planície de Niemodlińska, perto do complexo florestal de Bory Niemodlińskie. O rio Ścinawa Niemodlińska flui pela cidade e deságua no rio Nysa Kłodzka perto de Lewin Brzeski.

## Toponímia

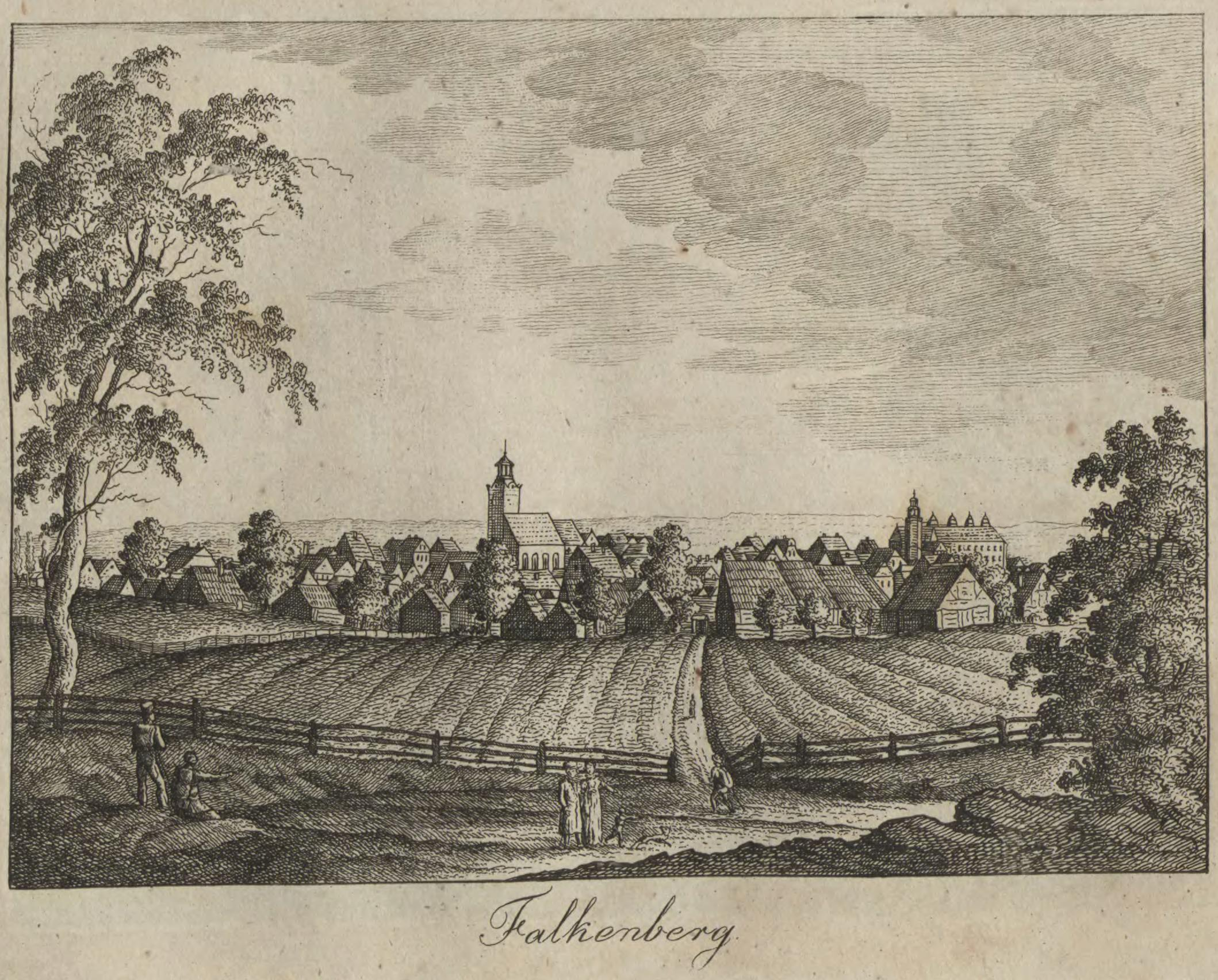
Niemodlin no século XIX

O nome original Niemodlim vem do nome do primeiro proprietário ou fundador, Niemodlim. A cidade foi mencionada pela primeira vez em um documento latino de 1224 emitido pelo príncipe da Silésia Casimiro I de Opole, onde foi anotada na forma latina villa Nemodlina (vila de Niemodlin ou vila de Niemodlina). Em 28 de maio de 1260, em um documento latino emitido por Vladislau de Opole em Racibórz, a vila é mencionada como villa Niemodlim ou villa Niemodlin
Em 1295 (ou 1305 — a data é incerta) no livro latino Liber fundationis episcopatus Vratislaviensis (Livro da fundação do episcopado de Breslávia), o lugar é mencionado como Nemodlim alias Falkenberg. A crônica também menciona as cidades absorvidas pela cidade de Wessele em um dos atuais distritos de Niemodlin, Wesele, Lypno, o atual distrito de Lipno. Stephani villa, Szczepanowice de hoje. Em 1613, o regionalista e historiador da Silésia Mikołaj Henel de Prudnik mencionou a cidade em seu trabalho sobre a geografia da Silésia intitulado Silesiographia com seu nome latino: Falcoberga.
Fontes do século XIX em língua alemã mencionam repetidamente o nome polonês da cidade ao lado do alemão. A descrição do Reino da Prússia de 1819 menciona dois nomes: Falkenberg (Niemodin). Na lista alfabética de cidades na província da Silésia, publicada em 1830 em Breslávia por Johann Knie, a cidade aparece sob o nome alemão Falkenberg e o nome polonês Niemodlin. O nome Niemodlin no livro "Um breve esboço da geografia da Silésia para a ciência inicial" publicado em Głogówek em 1847 foi mencionado pelo escritor silesiano Józef Lompa. Os nomes Niemodlin e Falkenberg também foram mencionados em 1896 pelo escritor silesiano Konstanty Damrot.
O dicionário geográfico do Reino da Polônia publicado na virada dos séculos XIX e XX lista o nome da cidade com o nome polonês de Niemodlin e o nome alemão de Falkenberg.
O nome atual foi oficialmente aprovado em 19 de maio de 1946.

## História

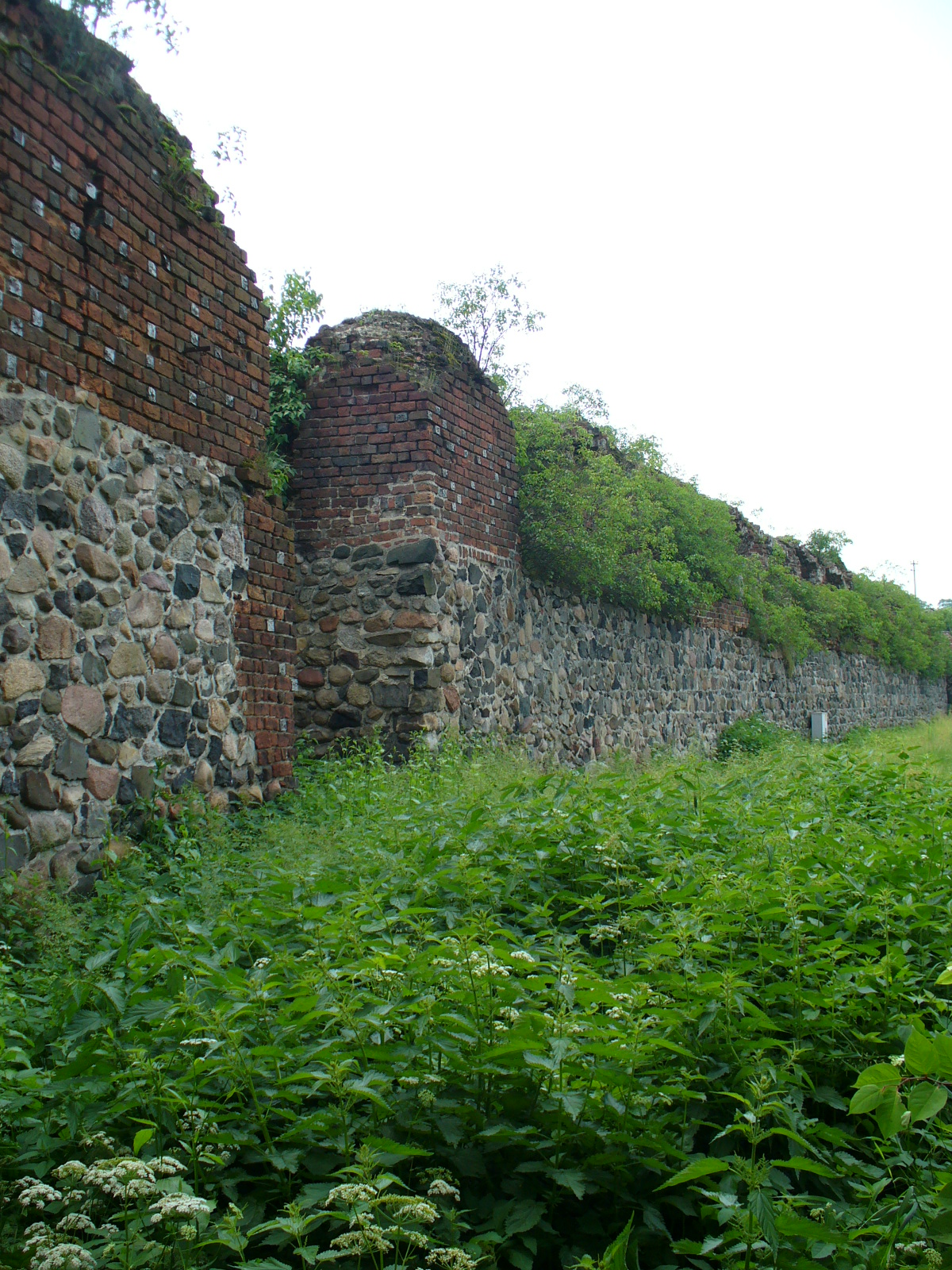
Muralhas defensivas

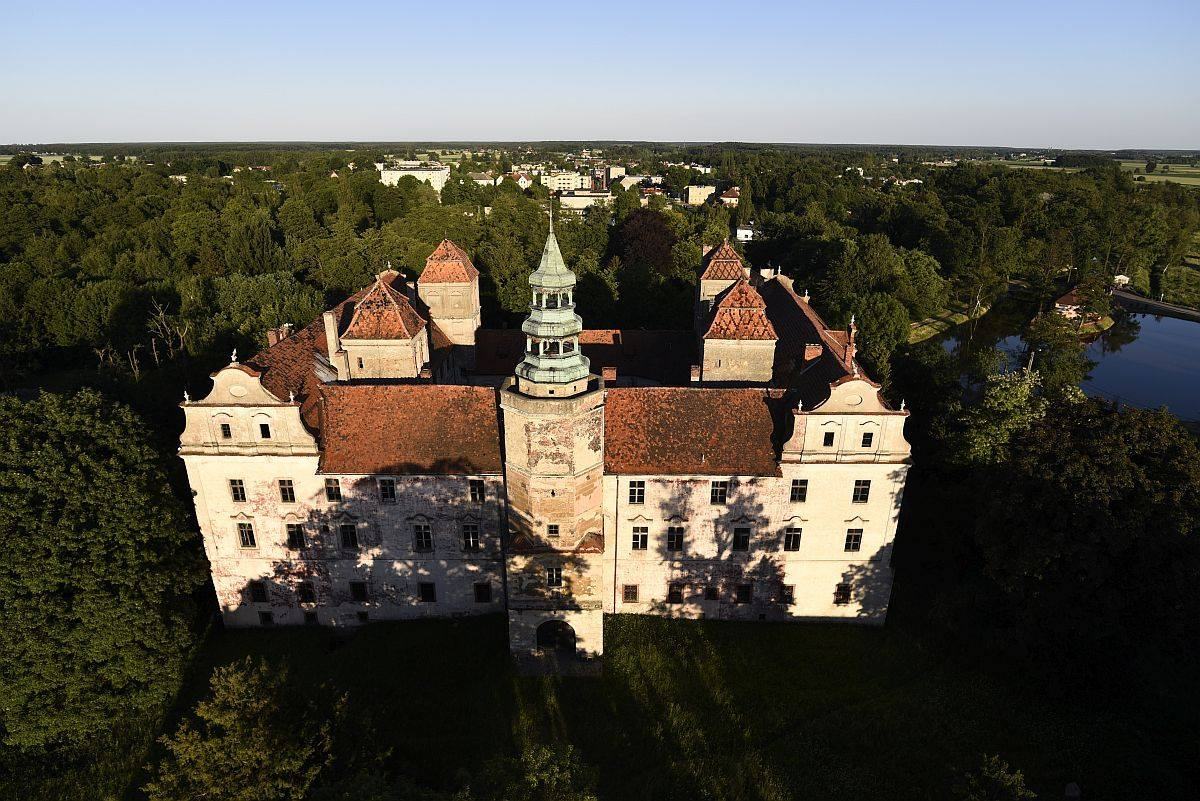
Castelo em Niemodlin

Niemodlin provavelmente existiu no século X como um assentamento mercantil. Segundo a lenda, Santo Adalberto em sua jornada missionária, parou aqui e começou a construir uma igreja (a principal rota para Praga e Brno passava pela cidade). A cidade foi fundada antes de 1224 e recebeu os direitos de cidade em 1283. A menção confirmada mais antiga de Niemodlin vem de 1224. Os direitos de cidade foram concedidos pelo príncipe Casimiro de Opole, em troca dos custos incorridos ao cercar o castelo de Opole com um muro alto. Em 1313, a cidade tornou-se a sede do Ducado de Niemodlin e assim permaneceu até 1460.
No século XVIII, Niemodlin foi submetida a fiscalização tributária em Prudnik. De 1779 até o final da Segunda Guerra Mundial, a cidade pertenceu aos Condes von Praschm. A principal fonte de renda dos habitantes da época feudal era a agricultura e a silvicultura. No início do século XIX, uma fábrica de cordas e a Cervejaria Niemodlin foram instaladas na cidade. Da época das guerras da Silésia até 1945, a cidade pertenceu ao Reino da Prússia e de 1871 ao Império Alemão e foi chamada de Falkenberg (Falkenberg O.S., Falkenberg Oberschlesien); no período entre guerras, o Batalhão de Guarda Falkenstein (em alemão: Wach-Bataillon Falkenstein) estava estacionado aqui.
De 1816 a 1945, Niemodlin foi a sede do starosty (Landkreis Falkenberg O.S.), após o qual ocupou a antiga sede (agora ocupada por um banco). A cidade também foi a sede do condado no período do pós-guerra nos anos 1946–1975. Depois que os condados foram reativados em 1999, as terras do antigo condado foram incorporadas ao Opole e parcialmente aos condados de Nysa e Brzeg.
Após o fim da Segunda Guerra Mundial, Niemodlin passou a fazer parte da Polônia.
Em 1 de dezembro de 1945, as comunas de Szczepanowice e Wesele foram incorporadas a Niemodlin.
Em 6 de abril de 1945, o Ministério da Segurança Pública criou os Campos Centrais de Trabalho. O campo MBP n.º 142, estabelecido em Niemodlin, tinha o estatuto de campo de trânsito, depois foi transformado em campo de trabalhos forçados. Silesianos e alemães, bem como ex-membros da SS I Wehrmacht, foram mantidos lá. Os chamados soldados que voltaram para a Polônia também foram enviados ao campo. O Exército de Anders, que se juntou a ele após a deserção da Wehrmacht, à qual haviam sido incorporados anteriormente como parte da Volksliste, e soldados clandestinos da independência polonesa.
Em 1982, os ativistas da oposição democrática em Prudnik, Jan Naskręt e Eugeniusz Wyspiański fizeram cerca de 2 500 panfletos com a inscrição “O Solidariedade vencerá”, que foram pendurados por Stanisław Żądło, entre outros, em Głubczyce, Niemodlin e nas paredes da fábrica de tecelagem ZPB “Frotex” em Prudnik.

## Monumentos históricos

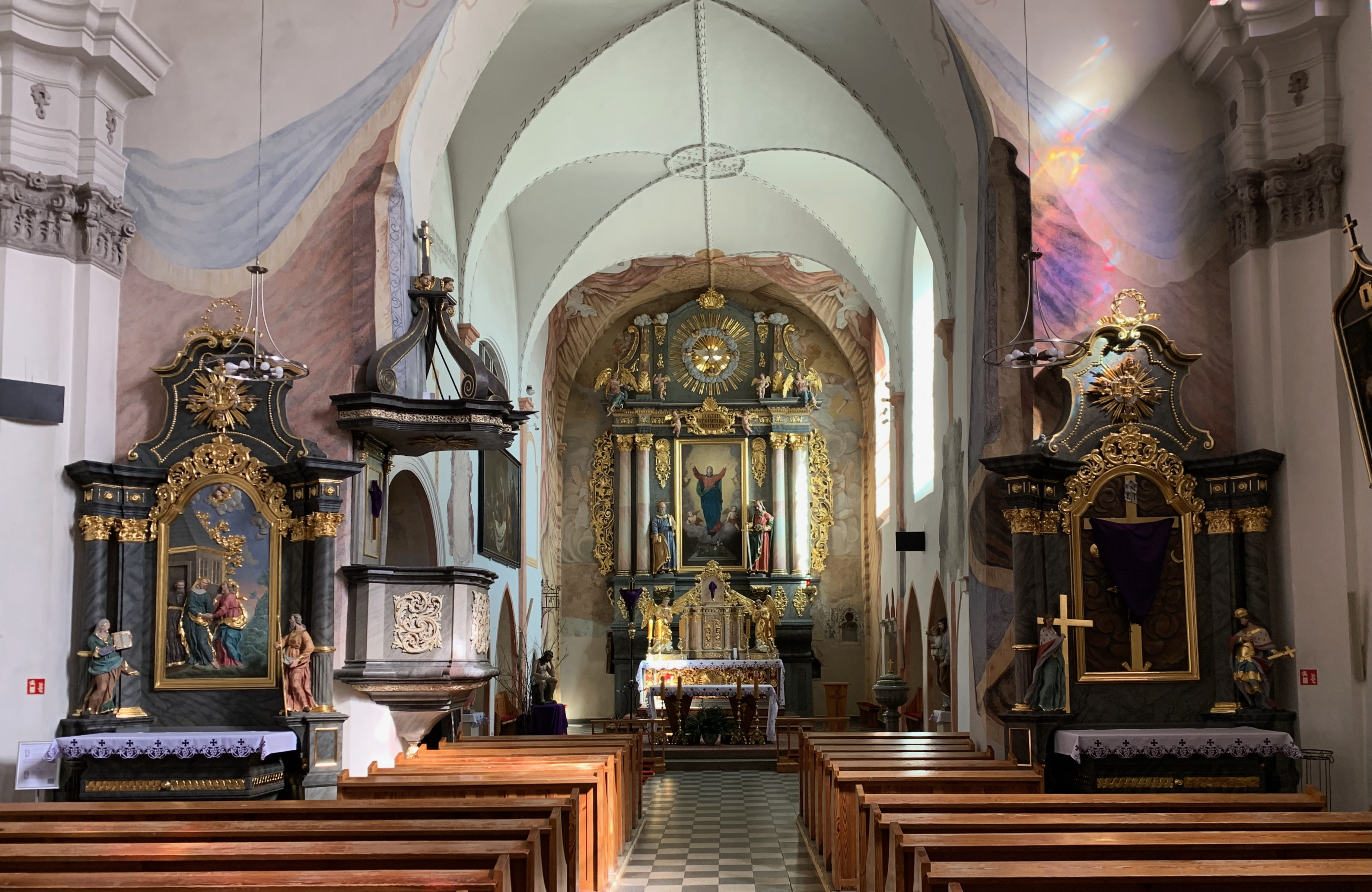
Interior da Igreja da Assunção da Bem-Aventurada Virgem Maria

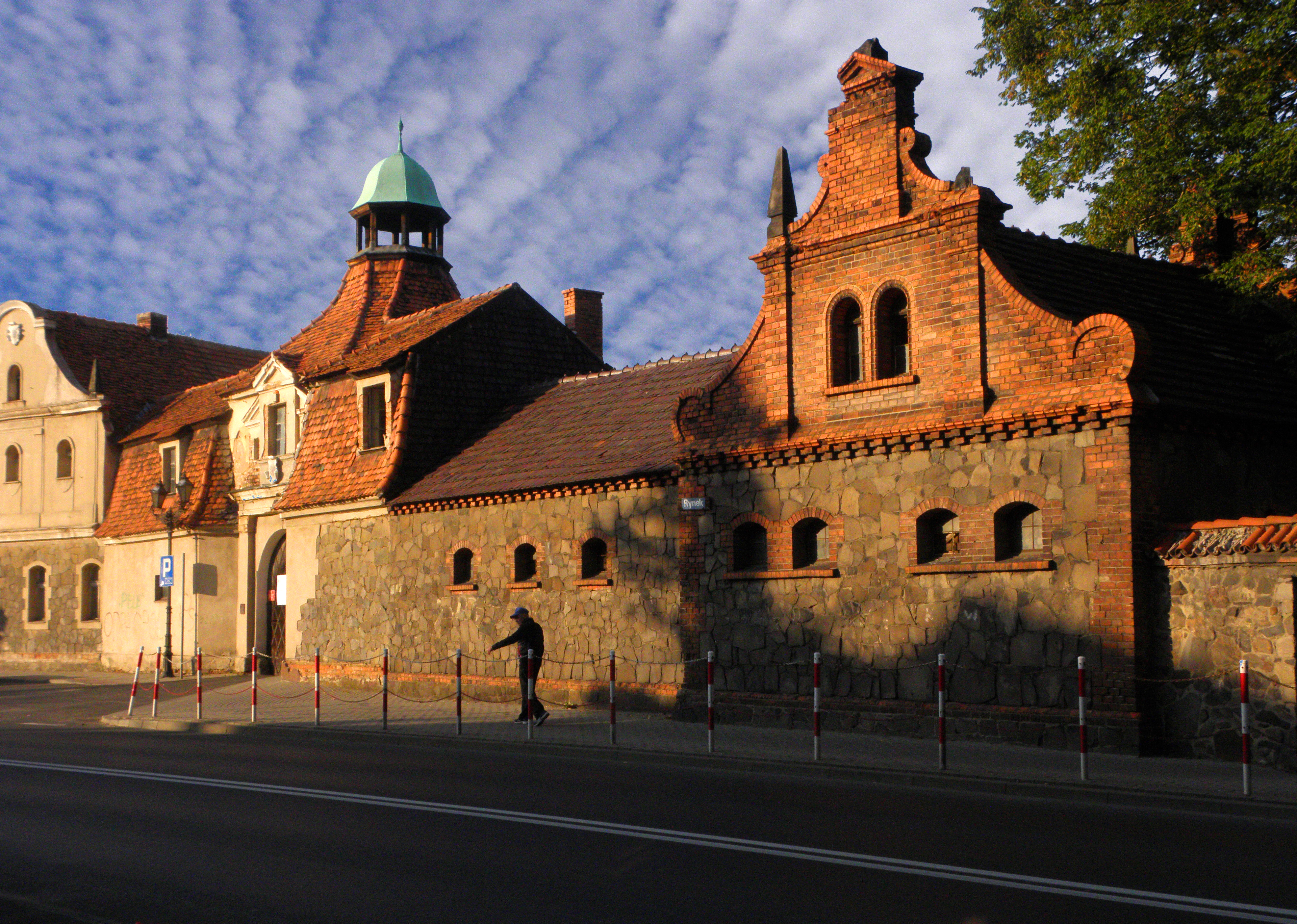
Entrada do castelo

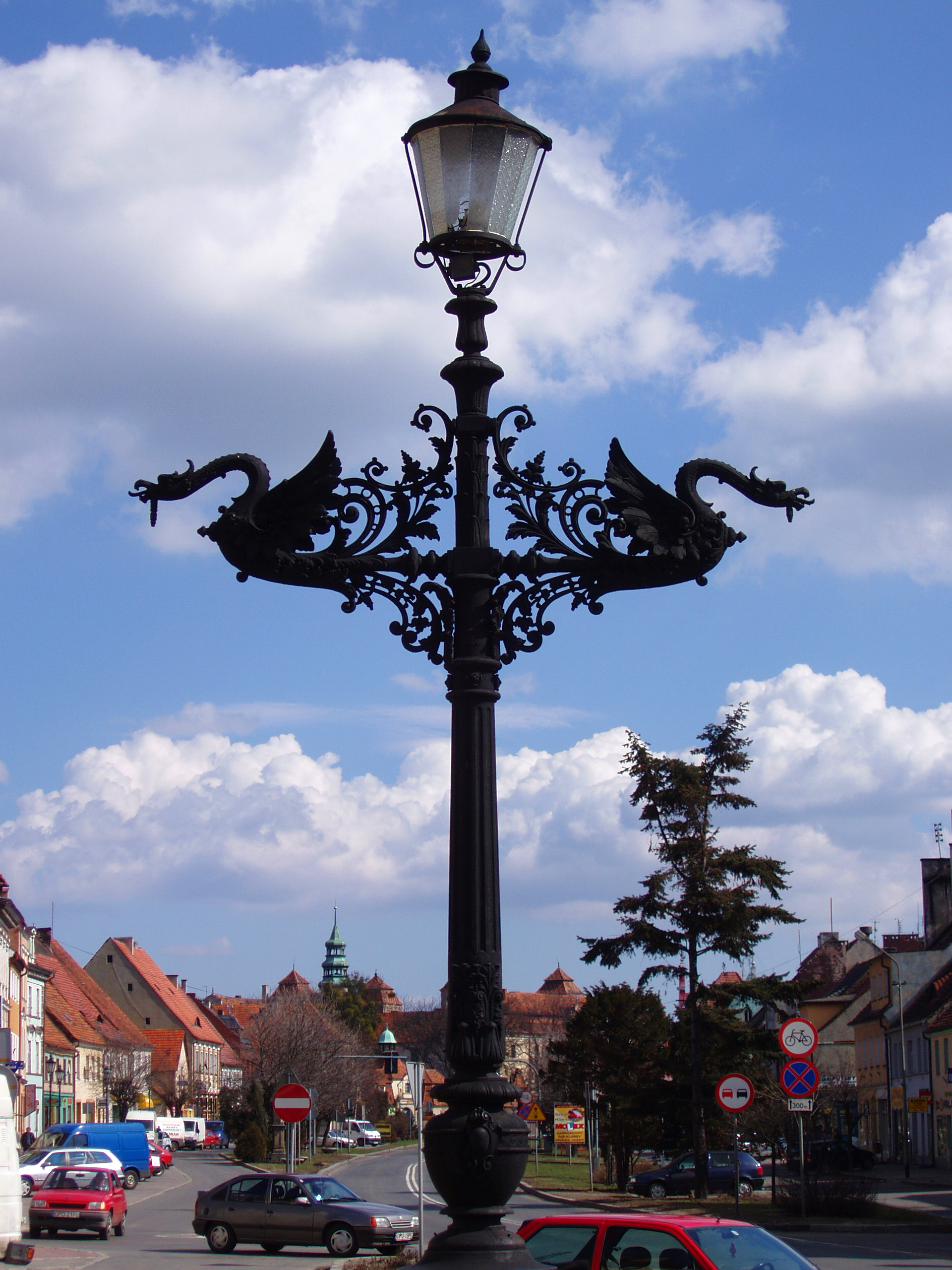
Poste forjado do início do século XX

Estão inscritos no registro provincial de monumentos:
- Traçado urbano como parte de um assentamento medieval, incluindo uma praça única em forma de fuso com um complexo de casas residenciais que datam principalmente dos séculos XVIII e XIX, embora também existam algumas mais antigas entre elas
- Igreja da Assunção da Bem-Aventurada Virgem Maria, gótica, de meados dos séculos XIII-XIV com transformações barrocas, edificada no início do século XIII (capela-mor), ampliada no século XV com nave e torre. Parte do mobiliário do interior da igreja (púlpito, altares e imagens) dos séculos XVII e XVIII. Sino renascentista de 1522. No exterior, na parede sul da capela-mor, existe um jardim com esculturas barrocas do século XVIII. A igreja é a sede da forania de Niemodlin
- Complexo do presbitério: presbitério, do século XV, 1803, casa do organista, de meados do século XIX
- Complexo do castelo, século XIV/XV, século XVI, século XVIII: edifícios anexos, construção barroca do portão que leva ao castelo, ponte do castelo, parede com uma torre, parque
  - O castelo em Niemodlin foi construído pelo príncipe Boleslau Niemodliński por volta de 1313 no lugar de uma fortaleza de madeira. Nos séculos XIV e XV, foi reconstruído e ampliado várias vezes. Em 1552, foi destruído por um incêndio. A reconstrução começou por volta de 1573. Por volta de 1740 foi transformado em palácio do barroco tardio. Nos anos de 1869 a 1873, foi reconstruído por arquitetos de Dresden e Düsseldorf. Todo o estabelecimento é mantido no estilo renascentista; desde abril de 2017, existe uma imitação da “sala âmbar” ali.
- Muralhas defensivas, fragmentos na parte sul da cidade. Muralhas erguidas no século XV. Originalmente, ela tinha dois portões: Opolska e Nyska. A maioria das muralhas foi demolida em 1860. Há restos de varandas de tiro
- Arsenal, rua Bohaterów Powstań Śląskich 7, do século XVII
- Casas, rua Bohaterów Powstań Śląskich 3, 5, 10, 11, 13, 18, do século XVIII, século XIX, século XX.
- Pousada, atualmente uma casa residencial, rua Brzeska 1, do início do século XIX, século XX
- Casa, rua Drzymała 2, de 1600, século XX
- Casas na praça principal 1, 2, 3, 10, 11, 18, 20, 21, 23, 34, 39, 41, 43, 45, 46, 47, 48, 49, 50, 53, rua Szewska 1, de meados do século XVIII - século XX

Outros monumentos:
- Antiga Prefeitura, edifício residencial de n.º 51. Construída no início do século XIX, substituiu a antiga Prefeitura que existia na parte central da praça. As adegas têm abóbadas de berço preservadas
- Poste forjado do início do século XX, situada no lugar do antigo pelourinho na praça em frente à igreja
- Arsenal do século XVII
- Monumento a São Floriano do século XVIII
- Capela do Eremita do século XVIII localizada no Parque em Lipno, os restos de um zoológico e um parque paisagístico perto de Niemodlin
- Santuário de Nossa Senhora com o Menino Jesus perto do Portão Niemodlińska e a piscina de 1909.
- Cemitério judeu.

## Demografia
Conforme os dados do Escritório Central de Estatística da Polônia (GUS) de 31 de dezembro de 2024, Niemodlin é uma cidade pequena com uma população de 5 809 habitantes (21.º lugar na voivodia de Opole e 524.º na Polônia), tem uma área de 13,1 km² (23.º lugar na voivodia de Opole e 500.º lugar na Polônia) e uma densidade populacional de 443 hab./km² (20.º lugar na voivodia de Opole e 627.º lugar na Polônia). Nos anos 2002-2024, o número de habitantes diminuiu 16,5%.
Os habitantes de Niemodlin constituem cerca de 4,81% da população do condado de Opole, constituindo 0,62% da população da voivodia de Opole.
| Descrição                         | Total      | Total    | Mulheres   | Mulheres | Homens     | Homens   |
| --------------------------------- | ---------- | -------- | ---------- | -------- | ---------- | -------- |
| unidade                           | habitantes | %        | habitantes | %        | habitantes | %        |
| população                         | 5 809      | 100      | 3 052      | 52,5     | 2 757      | 47,5     |
| superfície                        | 13,1 km²   | 13,1 km² | 13,1 km²   | 13,1 km² | 13,1 km²   | 13,1 km² |
| densidade populacional (hab./km²) | 443        | 443      | 232,6      | 232,6    | 210,4      | 210,4    |

## Esportes

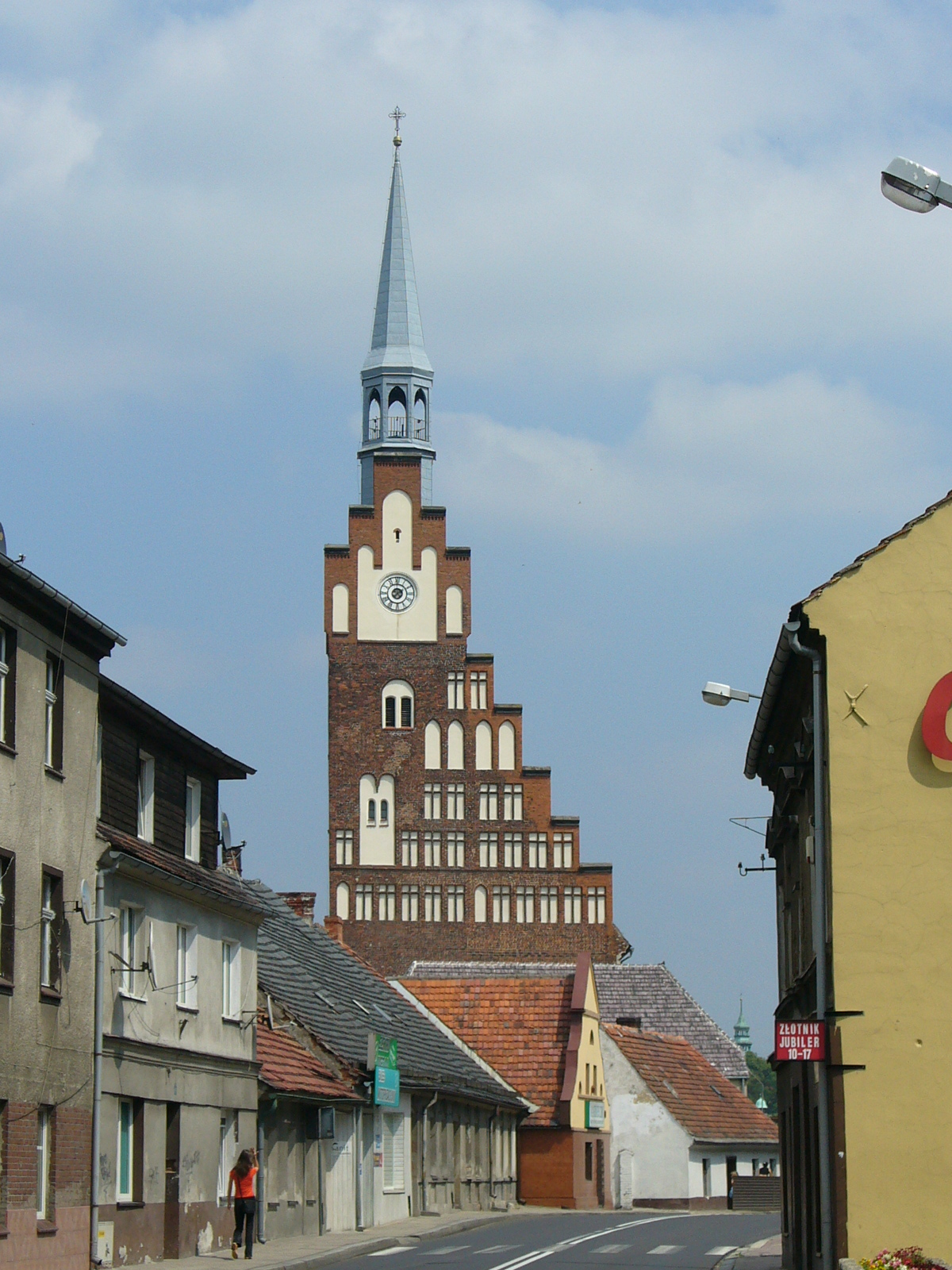
Igreja da Assunção da Bem-Aventurada Virgem Maria

O clube esportivo MKS Sokół Niemodlin, fundado em 1951 com o nome de Orzeł Niemodlin, opera em Niemodlin. Na temporada 2012/2013, os jogadores deste clube jogavam na liga II da classe Opole “A”. Na temporada 2012/2013, a equipe foi promovida à classe distrital OZPN Opole.

## Transportes
A partir de 2021, a estrada nacional n.º 46 contorna a cidade a partir do sudeste por meio do anel viário. A linha ferroviária n.º 329 (Szydłów — Gracze (Lipowa Śląska)) passa por Niemodlin. Os trens de passageiros foram suspensos em 1 de fevereiro de 1996. Desde então, apenas os trens de carga transportando basalto da mina de basalto em Gracy chegam até aqui.

## Comunidades religiosas
- Igreja Católica na Polônia:
  - Paróquia da Assunção da Bem-Aventurada Virgem Maria[28]
- Testemunhas de Jeová:
  - Igreja em Niemodlin (Salão do Reino, rua Wojska Polskiego 12A)